# Trospiumchlorid
Trospium ist ein Arzneistoff aus der Gruppe der Tropanderivate und gehört zu den synthetischen Anticholinergika. Chemisch handelt es sich um ein quartäres 3α-Nortropanol, das mit Benzilsäure verestert ist. Er wird zur Behandlung der Drang- und Reflexinkontinenz eingesetzt.

## Pharmakologie
Die pharmakologische Wirkung kommt durch kompetitive Blockade der Wirkung von Acetylcholin an den muskarinischen Acetylcholinrezeptoren zustande. Dies führt zu einer Hemmung des parasympathischen Einflusses auf die glatte Muskulatur, den Herzmuskel, Drüsen und Ganglien des peripheren Nervensystems.
Als quartäres Ammoniumion wird Trospium schlecht aus dem Magen-Darm-Trakt resorbiert und kann auch die Blut-Hirn-Schranke so gut wie nicht durchdringen, weshalb es kaum Wirkungen auf das Zentralnervensystem zeigt. Zudem wird Trospiumchlorid von speziellen, an der Blut-Hirn-Schranke lokalisierten Transportersystemen erkannt und ausgeschleust.

## Klinische Angaben

### Kontraindikationen
Kontraindikationen für den Einsatz sind unbehandelter Grüner Star, obstruktive Prostatahyperplasie, Darmverstopfungen, Pylorusstenose und andere Verengungen im Magen-Darm-Kanal sowie Herzarrhythmien mit erhöhter Herzfrequenz.

### Nebenwirkungen
Die Nebenwirkungen entsprechen im Prinzip ebenfalls denen anderer Anticholinergika; es können Hautrötungen, Völlegefühl, Verstopfung, Sehstörungen, verminderte Schweißbildung, Herzrasen (Tachykardie), Akkommodationsstörungen und ein trockener Mund auftreten.

### Behandlung der Schizophrenie
Im September 2024 wurde die fixe Kombination von Xanomelin mit Trospiumchlorid zur Behandlung von Schizophrenie bei Erwachsenen zugelassen (Präparatename: Cobenfy).

## Handelsnamen
Monopräparate
Inkontan (A), Rekont (A), Spasmex (D, CH), Spasmolyt (D, A), Spasmo-Rhoival (D), Spasmo-Urgenin Neo (CH), Spasmo-Urgenin TC (D), Uraplex (A), Urivesc (D,A)
Kombinationspräparate
- mit Xanomelin: Cobenfy (USA)